# Montes de Ordunte

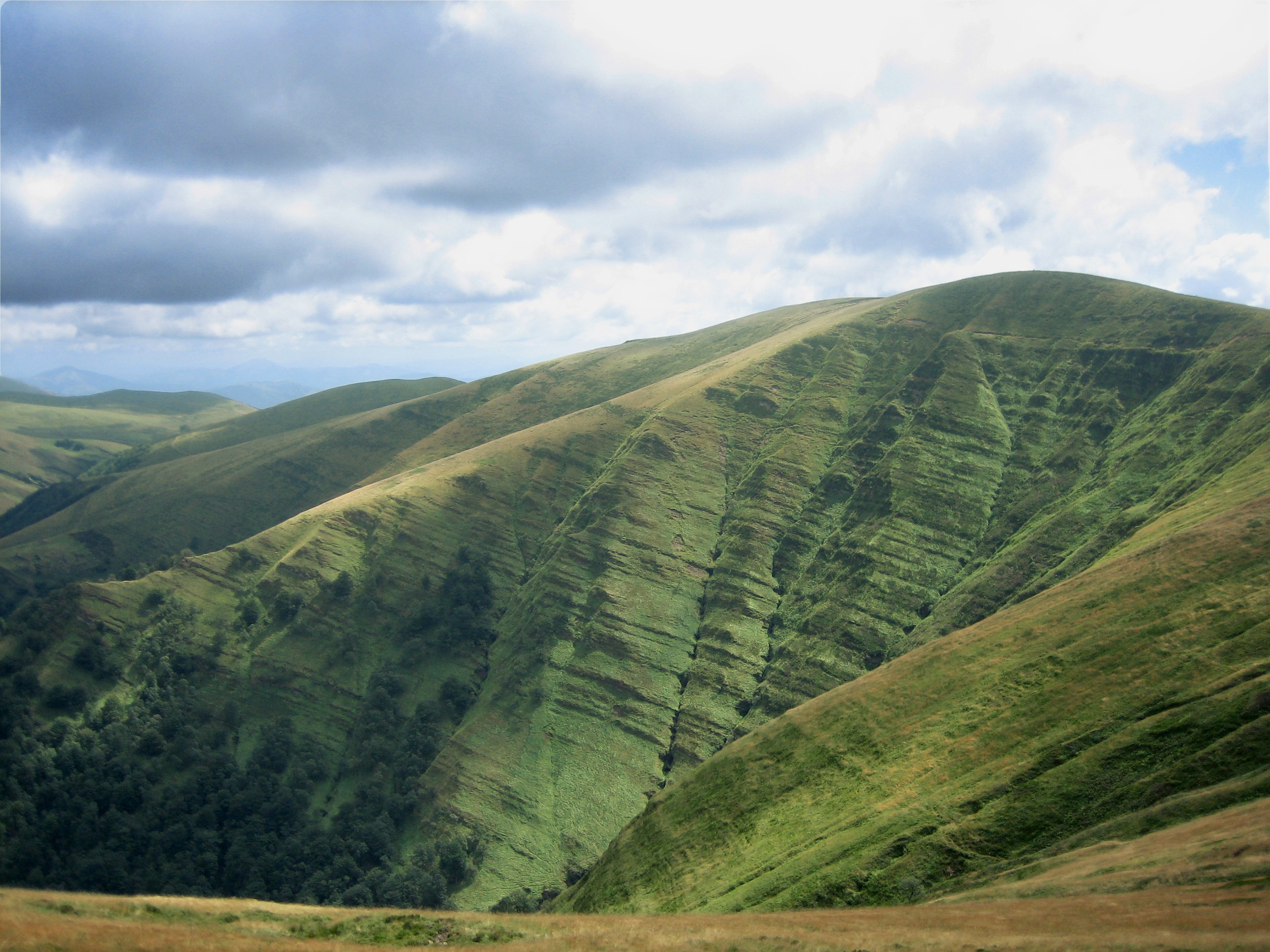
Montaña de Zalama.

Los Montes de Ordunte, también llamada Sierra de Ordunte, es un sistema montañoso español ubicado entre el Valle de Mena (Burgos) y el Valle de Carranza (Vizcaya).
Esta sierra se extiende de E a W desde el monte La Garbea de 718 m, en Valmaseda, hasta la cima de Zalama de 1340 m en el extremo occidental de Vizcaya, en el Valle de Carranza y limitando con las provincias de Burgos y Cantabria. La unión entre Vizcaya, Burgos y Cantabria se ubica en el Mojón de Zalama (1303m) situado a 238m de distancia de la cima del Zalama (1340m) la más alta de la sierra. Las cimas silíceas de la sierra son suaves y onduladas, lo que facilita la formación de esfagnales, trampales y la existencia de la única turbera activa del País Vasco y una de las pocas de la península ibérica. Esta turbera se encuentra en la misma cima del monte Zalama.
Desde el 12 de mayo de 2015, la vertiente vasca de la sierra se nombró casi en su totalidad Zona de Especial Conservación por su riqueza natural. Además de esta declaración como zona protegida, hasta finales del año 2017 se llevó a cabo un proyecto LIFE en el que se realizaron diversas actuaciones en la zona. Entre otras, se realizaron varias repoblaciones de bosque autóctono en zonas cubiertas hasta el momento por plantaciones forestales, así como diversas actuaciones para favorecer la protección de los anfibios en el entorno de la llana de Salduero. También se realizaron diversas labores para facilitar la ganadería existente en la zona.
Por otro lado, la vertiente burgalesa se encuentra protegida con el nombre de Bosques del Valle de Mena, como Lugar de Importancia Comunitaria (LIC), pertenecientes a la Red Natura 2000.
La vertiente norte de los Montes de Ordunte es más abrupta y se halla esculpida por multitud de vaguadas por las que descienden regatas que desembocan en el amplio valle de Carranza y en el valle del Calera en el caso del extremo occidental. La vertiente sur cuenta con desniveles más suaves que se van incrementando hacia el este, y parte de sus arroyos alimentan el pantano de Ordunte (300m) que abastece a la mayor parte de la comarca de las Encartaciones y a buena parte de Bilbao.

## Las cimas de oeste a este
1. Lisos de Zalama 1335 m
2. Zalama 1340 m
3. La Mana 1203 m
4. El Mirón 1093 m
5. Peñarada 1125 m
6. Baljerri 1106 m
7. Ilso de las Estacas 1037 m
8. Maza del Pando 1011 m
9. Burgüeno 1044 m
10. Terreros 909 m
11. Coliza 883 m, uno de los montes bocineros de Vizcaya
12. Guinea 603 m
13. Pico del Mojón 716 m
14. Garbea 718 m

- Datos: Q2838492